# Charlotte Anne Bongaerts
Pour les articles homonymes, voir Bongaerts.
Charlotte Anne Bongaerts, née le 13 septembre 1989, est une actrice belge.

## Filmographie partielle

### Cinéma
- 2014 : Le Traitement (De Behandeling) de Hans Herbots : Brenda Seghers
- 2014 : Follow: Tall Tales from a Small City : Julie (segment "Long Lost Father")
- 2014 : Image d'Adil El Arbi et de Bilall Fallah : Sarah
- 2015 : Terug naar morgen (nl)
- 2016 : Achter de wolken de Cecilia Verheyden (nl) : Emma jeune